# Mezei Ottó
Mezei Ottó (1941 előtt Memhölczer; Békés, 1925. november 28. – Budapest, 2004. július 18.) magyar művészettörténész. A Képzőművészek Batthyány Körének tagja volt.

## Életpályája

### Tanulmányai
Középiskolai tanulmányait 1936-1944 között a Ciszterci Rend bajai III. Béla Gimnáziumában végezte, 1944 májusában kitüntetéssel érettségizett. Ez év szeptemberében beiratkozott a Magyar Királyi József Nádor Műszaki és Gazdaságtudományi Egyetem Mérnöki és Építészmérnöki Karának Építészmérnöki Osztályára. Az 1945/46-os tanév első félévében az egyetem hallgatója volt, majd betegség miatt abbahagyta építészmérnöki tanulmányait.
1947 szeptemberében a Pázmány Péter Tudományegyetem Bölcsészettudományi Karának magyar-francia szakára iratkozott be, és 1947-1951 között az egyetem – 1950-től Eötvös Loránd Tudományegyetem (ELTE) – hallgatója. Magyar-francia szakos középiskolai tanári oklevelét 1952 augusztusában szerezte meg.
Egyetemi tanulmányai után pedagógusként kezdte pályáját. 1951-1953 között általános iskolai tanár. 1953-1957-ig a II. Rákóczi Ferenc Katonai Középiskola, 1957-1962 között a csepeli Jedlik Ányos Gimnázium, 1962-1968-ig az ELTE Radnóti Miklós Gyakorló Gimnáziumának tanára. 1968-1974-ig a Magyar Iparművészeti Főiskolán dolgozott, 1971-től tudományos főmunkatárs Pogány Frigyes mellett. 1975-1979 között a Magyar Nemzeti Galéria Mai Magyar Osztályának tudományos főmunkatársa. 1979-től 1986 novemberéig – nyugdíjazásáig – a Népművelési Intézet Művészeti-, majd Vizuális Osztályának főmunkatársa. 1991-1997 között nyugdíjasként többször volt óraadó tanár a Jedlik Ányos Gimnáziumban. Az Eötvös Loránd Tudományegyetemen és a Magyar Iparművészeti Főiskolán a 20. századi művészetről adott elő, tanfolyamokat szervezett és vezetett.
1953-1954-ben sikeresen elvégezte az Olasz Kulturális Intézet olasz nyelv és irodalom kurzusát.
1960 novemberében beiratkozott az ELTE Bölcsészettudományi Karának művészettörténeti szakára, levelező tagozaton. Művészettörténeti tanulmányait 1965 júniusában fejezte be, művészettörténészi oklevelét 1971 februárjában kapta meg.
1975 októberében szerzett egyetemi doktori fokozatot történelem- (újkori művészettörténet-) tudományból. Disszertációjának címe: „A Bauhaus és a magyar avantgarde küzdelme az új építészetért”. 

### Tanulmányutak
1962-ben egyéni tanulmányúton részt vett az Ecole du Louvre nyári kurzusán. 1966 augusztusában a francia állam ösztöndíjával volt művészettörténeti tanulmányúton Franciaországban. 1967 augusztusában Párizsban a Sorbonne-on hallgatta Louis Kessler professzor „Cours de Civilisation Française” című előadássorozatát, amelyet hivatalos oklevéllel fejezett be. 1992-ben ösztöndíjjal ismét művészettörténeti tanulmányúton járt Franciaországban. 

### Kutatási területe
A XX. századi magyar és egyetemes művészet és ezek összefüggései. Ezen belül a művész- és tervezőoktatás és a művésztelepi mozgalom. Érdeklődési körébe tartozott az 1956 után eszmélő független fiatal művészek pályakezdése, munkássága, valamint egy-egy jelentősebb magyar művész pályaképe.

### Családja
Édesapja Memhölczer Péter Balázs (1941-től Mezei); édesanyja Kenyeres Ilona, Kenyeres Lajos katolikus pap húga. Felesége néhai Mezei Ottóné, született Braun (1949-től Legéndy) Klára Mária (1931–2019), a magyar biodinamikus gazdálkodás és Waldorf-pedagógia úttörője, a Magyar Antropozófiai Társaság egykori vezetőségi tagja. Gyermekei Krisztina (1953, Kristina Mezei, Svédországban élő és alkotó művészettörténész), Anna (1956–1986), Mezei Balázs (1960, filozófus, egyetemi tanár), Mezei Mihály (1961, biodinamikus mezőgazdász, üzletember) és Mezei Dániel (1970, sportriporter, sportközgazdász). Unokái Mezei Christoph, Mezei Mikes, Mezei Márton Áron, Mezei Réka Sára, Mezei Luca, Mezei Kinga, Isak Nydahl, Amanda Nydahl.

## Publikációi
Első írásai 1947-1948 között jelentek meg a Bajai Hírlapban, a Március Tizenötödike és az Őrfa című lapokban. 1961-től publikált rendszeresen. 2004-ig közel 400 írása jelent meg a következő folyóiratokban: Acta Historiae Artium, Alföld, Árgus, Ars Hungarica, Életünk, Építés-építészettudomány, Forrás, Híd, Ipari Művészet, Kortárs, Limes, Magyar Építőművészet, Magyar Iparművészet, Magyar Művészeti Fórum, Magyar Pszichológiai Szemle, Műhely, Művészet, Művészettörténeti Értesítő, Nagyvilág, Napjaink, Országépítő, Palócföld, Tiszatáj, Új Forrás, Új Művészet, Új Symposion, Valóság, Vigília.
Különböző kötetekben, kiállítási katalógusokban, egyéb kiadványokban megközelítőleg még 200 írása jelent meg.
Első önálló kötetét, amelyet Marcel Duchamp-ról írt, 1970-ben adta ki a Corvina kiadó. 2004-ig további 13 önálló és 15 szerkesztett kötetet publikált.

### Önálló kötetei
- Duchamp 1887-1968, Budapest, 1970. (A művészet kiskönyvtára 53.)
- Dési Huber, Budapest, 1972. (A művészet kiskönyvtára. Új sorozat 72.)
- Max Ernst, Budapest, 1977. (A művészet kiskönyvtára 114.)
- A hazai szabadiskolák múltjából. A Hollósy-iskola és a Nagybányai Szabad Festőiskola, Budapest, 1979.
- A Bauhaus magyar vonatkozásai: előzmények, együttműködés és kisugárzás, Budapest, 1981.
- Papp Oszkár, Budapest, 1981. (Mai magyar művészet)
- Szilvitzky Margit, Budapest, 1982. (Corvina műterem)
- Nagybánya. A hazai szabadiskolák múltjából, Budapest, 1984.
- Nemes Lampérth József, Budapest, 1984.
- Molnár Farkas, Budapest, 1987. (Architektúra)
- Orosz Gellért festészete = The painting of Gellért Orosz, Budapest, 1999. (Körmendi Galéria Budapest sorozat 10.)
- Schéner Mihály művészete a hatvanas években = Die Kunst Mihály Schéners in den sechziger Jahren = The art of Schéner Mihály in the sixties, Budapest, 1999. (Körmendi Galéria Budapest sorozat 8.)
- Nánay Szilamér táguló univerzuma = Univers en expansion de Szilamér Nánay = Das sich erweiternde universum von Nánay = The expanding universe of Szilamér Nánay, Budapest, 2003.
- Papp Oszkár, Budapest, 2003. (Körmendi Galéria Budapest sorozat 19.)

### Szerkesztett kötetei (válogatás)
- Kepes György: A látás nyelve. Dunakanyar Fotóklub, 1970 k. [Stencilezett kiadvány]
- Vasarely önmagáról. Marcel Joray bevezetőjével. Dunakanyar Fotóklub, 1970 k. [Stencilezett kiadvány]
- Bauhaus. Válogatás a mozgalom dokumentumaiból. Budapest, 1975.
- A tér a festészetben. Szöveggyűjtemény. Budapest, 1979.
- Jaschik Álmos tervezőiskolája I-II. Budapest, 1980.
- Vizuális kísérletek, formai tapasztalatok. (Tájékoztató szöveggyűjtemény) Budapest, 1980.
- A tér a képzőművészetben. Szöveggyűjtemény. Budapest, 1981.
- Kropp, Ernst: A forma fejlődése a XX. században. Budapest, 1985.
- Bor Pál művészeti írásai. Bor Pál művészetpedagógiai írásaiból. Budapest, 1986.
- Régi és/vagy új reneszánsz. Vaszary János összegyűjtött írásai. Tata, 1994. (Tudományos füzetek 8.)
- Csáji Attila. Budapest, 1997. (Körmendi Galéria Budapest sorozat 6.)
- Csontváry-dokumentumok I-II. Budapest, 1995. (Új Művészet tanulmányok)

### Kötetekben, katalógusokban megjelent írásai (válogatás)
- Bíró Antal, Csáji Attila, Orosz Gellért, Papp Oszkár, Schéner Mihály. Kortárs magyar művészet. Körmendi-Csák gyűjtemény. Válogatás 1945–1997. Budapest, 1997. (Körmendi Galéria Budapest sorozat, 2.)
- Szürrealizmus és szürrealista látásmód a magyar művészetben. René Passeron: A Szürrealizmus Enciklopédiája. Budapest, 1984.
- Hamvas Béla és a képzőművészet, avagy a művészi lét színeváltozásai. Párbeszéd. Hamvas Béla és a képzőművészet. Kiállítás az író születésének centenáriuma alkalmából. Szentendre,1997. (Katalógus bevezető tanulmány)
- Illés Árpád festészete. Illés Árpád emlékkönyv. Szerkesztette: Illés Eszter. Budapest, 2005.
- Prutkay Péter harminc éve = Péter Prutkay in a retrospective of thirty years. Budapest, 1997. (Katalógus bevezető tanulmány)
- Szlávics László, a művész mesterember. Budapest, 1998.
- A festő, aki önmaga társas lénye. Lossonczy Tamás, Lossonczy Ibolya. Budapest, 1999.
- Veress Pál és művészete = Pál Veress and his Art. Veress Pál, 1920–1999. Budapest, 2003. (Körmendi Galéria sorozat, 18.)

### Folyóiratokban megjelent írásai (válogatás)
- Korniss Dezső képeiről, 1965-ben. Tiszatáj, 1966/7.
- Fénnyel átszőtt terek. Gyarmathy Tihamér festészetéről. Magyar Építőművészet, 1972/5.
- Időszerű gondolatok az "időszerűtlen" Bauhausról és magyar kapcsolatairól. Magyar Építőművészet, 1983/2.
- A fénykinetizmuson innen és túl. Csáji Attila kiállítása a Műcsarnokban. Művészet, 1989/4.
- Modern művészet és transztendencia. Új Művészet, 1990/2.
- A szürenon és kisugárzása. Ars Hungarica, 1991/1.
- Csontváry kozmoszmodellje, a Baalbek. Kortárs, 1991/7.
- A hatvanas évek festészete – madártávlatból. Alföld, 1997/3.
- A Művészház szabadiskolája. (Egy század eleji szabadiskola szellemi topográfiája.) Limes, 1991/2.
- Illés Árpád festészete és a magyar szürrealizmus. Életünk, 1991.
- Szemadám György radikális eklektikája. Tárlat a Budapest Galéria Kiállítóházában. Új Művészet, 1991/12.
- Minden színek forrása: a Fény. Boromisza Tibor emlékkiállítása a Miskolci Galériában. Új Művészet, 1995/10.
- Az önmagába fogadott világ. Lossonczy Tamás retrospektív kiállítása az Ernst Múzeumban. Új Művészet, 1996/1–2.
- Szentendrei művésztelep – szentendrei festészet 1925-1926 és 1944 között. Magyar Művészeti Fórum, 1998/1.
- Gondolatok a modern magyar nemzeti művészet fél évszázadáról. Magyar Művészeti Fórum, 2000/2.

## Kiállításrendezései
- 1971 Anyag és forma a képzőművészetben. TIT Stúdió, Budapest.
- 1976 Tér, Jel, Forma. Vegyipari Egyetem, Veszprém.
- 1976 – 1979 Műhely-sorozat, Magyar Nemzeti Galéria, Budapest. (A sorozat keretében 1976-1979 között 15 kiállítást rendezett.)
- 1980 Szín, Forma, Struktúra. Képzőművészeti kiállítás. Dózsa Művelődési Központ, Budapest. (Tóth Tiborral közösen)
- 1981 Grafikától a lézerig. Erkel Ferenc Művelődési Ház, Budakeszi.
- 1983 Új művészetért. (Avantgarde törekvések 1960-1975.) Móra Ferenc Múzeum Kupola Galériája, Horváth Mihály utcai Képtár, Bartók Béla Művelődési Központ, Szeged.
- 1987 XIII. Országos Amatőr Képző- és Iparművészeti Kiállítás. Erdei Ferenc Megyei Művelődési Központ, Kecskemét. (Dobrik Istvánnal közösen)
- 1988 Lossonczy Tamás festőművész tárlata. Kecskeméti Galéria, Kecskemét.
- 1991 Pataki Ferenc festőművész gyűjteményes kiállítása. Vigadó Galéria, Budapest, Móra Ferenc Múzeum Képtára, Szeged.
- 2001 Párizs-Pápa. A. Tóth Sándor (1904-1980) festőművész és bábtervező kiállítása. Ernst Múzeum, Budapest.

## Díjai, elismerései
- 1996 A Magyar Köztársasági Érdemrend kiskeresztje (művészettörténeti munkásságáért).
- 2000 MM-díj

## Róla szóló írások
- Csáji Attlia: „Feljebb! Feljebb!” Megemlékezés Mezei Ottóról. Napút, 2004/7.
- Mezei Ottó: Az absztrakció pártfogója. Ébli Gábor: Magyar műgyűjtemények 1945-2005. Budapest, 2006
- Kosztolányi Károly: Dr. Mezei Ottó (1925–2004). Bajai Honpolgár, 2004/12.
- P. Szabó Ernő: Mezei Ottó halálára. Magyar Nemzet, 2004/200.
- Sümegi György: A művészet élet-halál kérdése. Mezei Ottó (1925–2004). Új Művészet, 2005/2.
- Szemadám György: Mezei Ottó emlékére. Országépítő, 2004/3.
- Szemadám György: Csontváry és az ezerkilencszázhetvenhetes nyár Mezei Ottóval meg Haris Lászlóval – művészettörténeti útleírás. Országépítő, 2004/3.
- Papp Oszkár: A míves élet példája. Muravidék, 2005
- Szemadám György: MM-díj. Muravidék, 2005

## Kapcsolódó információk
Írásai a Magyar Elektronikus Könyvtár adatbázisában:
- Mezei Ottó: Kovásznai György, művész a festészet és film szolgálatában
- Mezei Ottó: Orosz Gellért festészete
- Mezei Ottó: Papp Oszkár
- Mezei Ottó: Schéner Mihály művészete a hatvanas években